# Nguyễn Văn Thìn
Nguyễn Văn Thìn (sinh năm 1952) là một thẩm phán và chính trị gia người Việt Nam. Ông từng là Chánh án Tòa án nhân dân tỉnh Quảng Bình (đến năm 2012).

## Xuất thân
Ông sinh năm 1952, quê quán ở xã Quảng Phong, huyện Quảng Trạch, tỉnh Quảng Bình.

## Giáo dục
Ông có trình độ Cử nhân Luật.

## Sự nghiệp
Ông từng là Chánh án Tòa án nhân dân tỉnh Quảng Bình.
Năm 2005, Chánh án Nguyễn Văn Thìn đã thay mặt Tòa án nhân dân tỉnh Quảng Bình xin lỗi hai người bị kết án oan ngày 19/1/2000 (ông Nguyễn Thanh Kỳ (nguyên phó giám đốc Sở nông nghiệp và phát triển nông thôn tỉnh) và ông Trần Đình Long (nguyên Chi cục trưởng kiểm lâm)) trong vụ án phá rừng lim tại huyện Tuyên Hóa, và đây là vụ xin lỗi đầu tiên của tòa án này.
Trong Đảng Cộng sản Việt Nam, ông giữ chức vụ Bí thư Ban cán sự Đảng Tòa án nhân dân tỉnh Quảng Bình.
Chiều ngày 8 tháng 12 năm 2007, trong kì họp thứ 11 Hội đồng nhân dân tỉnh Quảng Bình, ông bị chất vấn xung quanh việc "nhẹ tay" với bị cáo Vũ Thanh Đức trong vụ án cán bộ y tế Quảng Bình tham ô.
Tháng 9 năm 2012, ông nghỉ hưu theo chế độ.